# うたの木 seasons “春”
『うたの木 seasons “春”』（うたのき シーズンズ はる）は2005年2月23日にリリースされた渡辺美里の3枚目のカバー・アルバム。

## 解説
2004年発売の「うたの木 seasons “冬”」に続く春夏秋冬にちなんだ楽曲を収録したシリーズ「うたの木 seasons」の第二弾としてリリースされた。
春に因んだ曲、セルフカバー曲が収録されている。

## 収録曲
1. さくらの花の咲くころに
  - 作詞：渡辺美里、作曲：木根尚登、編曲：三沢またろう
  - アルバム『ribbon』収録曲のセルフカバー
2. 早春賦
  - 作詞：吉丸一昌、作曲：中田章、編曲：中村太知
3. メドレー（さくら〜花）
  - 編曲：中村太知
  - （さくら：日本古謡）
  - （花： 作詞：武島羽衣、作曲：瀧廉太郎）
4. 春一番
  - 作詞・作曲：穂口雄右、編曲：大井洋輔
  - キャンディーズの楽曲
5. 卒業
  - 作詞：渡辺美里、作曲：小室哲哉、編曲：斎藤有太
  - 1991年にリリースされたシングルのセルフカバー